# Siccia bicolorata
Siccia bicolorata là một loài bướm đêm thuộc phân họ Arctiinae, họ Erebidae.